# Microtule
Microtule é um tecido sintético de poliamida, rendado com microfuros, comumente usado na confecção de fantasias, véus para noivas, ou mosquiteiro para berço infantil. Recentemente tem se tornado popular seu uso na elaboração de armadilhas contra o mosquito da dengue.